# Respirační sinusová arytmie

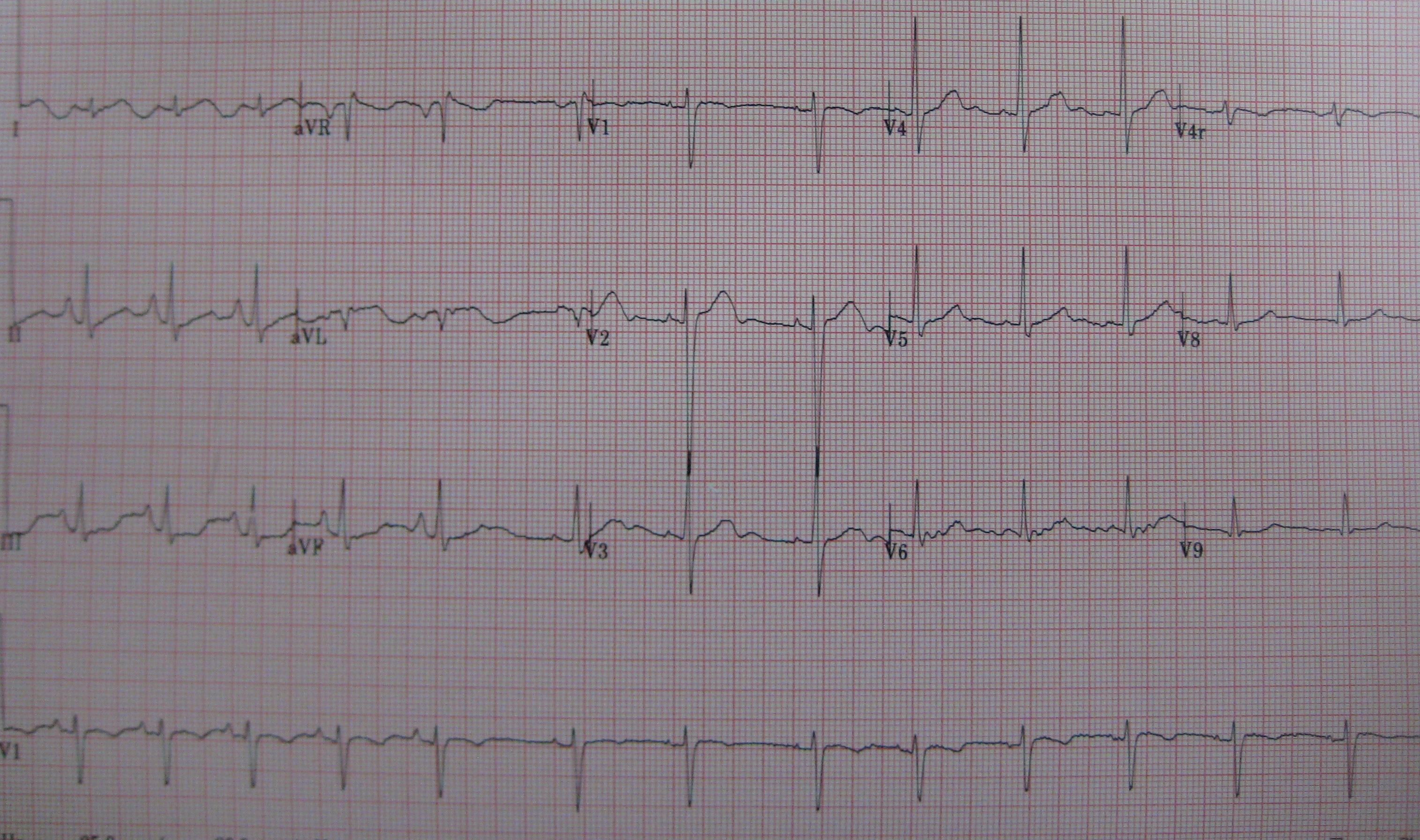
EKG u respirační sinusové arytmie

Respirační sinusová arytmie je odchylka od normálního srdečního rytmu, při které dochází k pravidelným, cyklickým  změnám srdeční frekvence  v závislosti na dýchání.  Srdeční rytmus vychází normálně ze sinoatriálního uzlu, jde tedy o sinusový rytmus.  Na EKG nacházíme  normální vlnu P (odpovídá aktivitě srdečních  předsíní) i komplex QRS (odpovídá aktivitě komor). Na rozdíl od  běžného sinusového rytmu se při této odchylce mění intervaly mezi  dvěma po sobě jdoucími vlnami P (resp. QRS komplexy). Příčinou je kolísání aktivity center bloudivého nervu, která jsou ovlivňovaná z dýchacího centra. Bloudivý nerv ovlivňuje činnost sinoatriálního uzlu a tím i srdeční frekvenci. Při nádechu se tak  frekvence tvorby vzruchů zvyšuje a nejvyšší je na vrcholu nádechu, při výdechu naopak srdeční frekvence klesá. U většiny lidí se toto kolísání příliš neprojeví a při sinusovém rytmu je tak frekvence stálá. Respirační sinusovou arytmii nacházíme často u mladých lidí v klidu (při námaze převáží aktivace sympatiku a srdeční frekvence  se zrychluje) nebo u lidí vegetativně labilních, např. neurotiků. Klinický význam tato odchylka nemá.
Existuje i nerespirační sinusová arytmie, při které dochází ke kolísání srdeční frekvence  bez vazby na dýchání. Vyskytuje se u starších osob, zejména pokud užívají srdeční glykosidy.